# Jeanne Stern
Jeanne Stern (Jeanne Machin de soltera) (Bedous, 20 de agosto de 1908-Berlín, 29 de diciembre de 1998) fue una guionista y traductora franco-alemana.

## Vida
Nació en el seño de una familia obrera. Después del bachillerato se fue como au pair a Bad Pyrmont, y más tarde a Berlín, donde después estudiaría germanística. Se mantenía económicamente dando clases de francés. Conoció a su futuro marido, Kurt Stern, y a través de él tomó contacto con el movimiento obrero alemán. En 1932 se casaron en París y en el año 1934 ingresó en el Partido Comunista Francés (PCF). Desde 1936 trabajó para la agencia de prensa del gobierno republicano español en París y en 1942 emigró a México. Allí asistió a actos del Comité Nacional por una Alemania Libre y del Club Heinrich Hein.
En verano de 1946 regresó a París y en 1947 se trasladó con su marido a Alemania. Ingresó en el año 1947 en el Partido Socialista Unificado de Alemania (PSUA) y posteriormente empezó a trabajar como traductora. Junto a su esposo se convirtió en guionista de la DEFA. Residió en una casa unifiliar en la zona de Schönholz en la calle 201, conocida como la «colonia de la inteligencia».
Fue enterrada junto a su marido en el cementerio Pankow III.

## Distinciones
- 1952 Internationaler Friedenspreis
- 1952 Nationalpreis der DDR (clase I)
- 1955 Nationalpreis der DDR (clase II)
- 1970 Premio Heinrich Mann[4]
- 1973 Vaterländischer Verdienstorden (plata)
- 1983 Vaterländischer Verdienstorden (oro)
- 1988 Estrella de la Amistad de los Pueblos (oro)